# 1808 год в театре

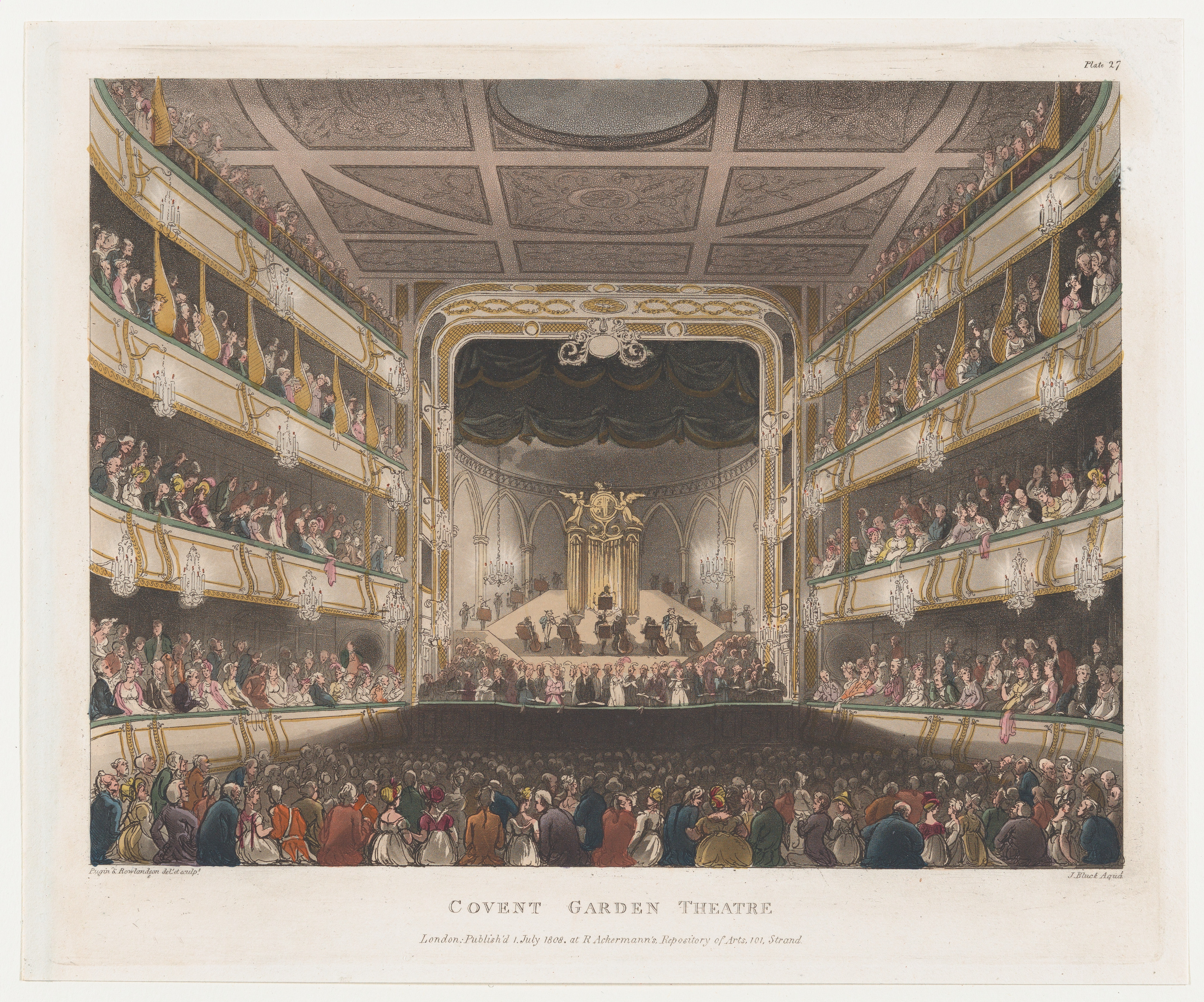
Интерьер театра «Ковент-Гарден», гравюра Шарля Пужена и Томаса Роулендсона, 1 июля 1808

1808 год в театре

## События
- В Тюбингене опубликована первая часть[англ.] трагедии Иоганна Вольфганга фон Гёте «Фауст».
- 20 сентября — В Лондоне сгорел театр «Ковент-Гарден», открывшийся в 1732 году.
- 22 декабря — в венском театре «Ан дер Вин» впервые исполнен Четвёртый фортепианный концерт Людвига ван Бетховена.

### Постановки
- 2 марта — в Веймаре, на сцене придворного театра состоялась премьера пьесы Генриха фон Клейста «Разбитый кувшин» в постановке Иоганна Вольфганга фон Гёте.

## Деятели театра
- Генрих фон Клейст закончил пьесу «Пентесилея». Гёте отказался ставить её на сцене как «невозможную к постановке». Сценическая премьера состоялась лишь в 1876 году.

### Родились
- 5 апреля, Гумпендорф — австрийская балерина Тереза Эльслер.

### Скончались
- 18 января, Париж — итальянская балерина Тереза Вестрис.
- 23 сентября, Париж — итальянский танцовщик, хореограф и педагог, «Бог танца» Гаэтан Вестрис.